# Retroaktivt (TV-program)
Retroaktivt är ett tv-program som visades första gången under våren 2004 i SVT2 med Sven Melander som programledare och Stefan Grudin som speakerröst. Det första programmet sändes den 6 februari. I den första säsongen blev det tio program som spelades in på Aliasteatern i Stockholm och den andra säsongen som sändes hösten 2004 bestod av lika många program. I manusgruppen bakom programmet återfanns bland annat Hugo Carlsson som tidigare arbetat med Melander även inom Snacka om nyheter.
Programmet är tänkt att vara en blandning mellan intervjuprogram, underhållningsprogram, humorprogram samt en historielektion. Genom ett samtal med en inbjuden gäst besöker man tre olika historiska platser.
Retroaktivt nominerades till Guldrosen, Rose d'Or, vid tv-festivalen i Luzern 2005.

## Första säsongen
- Program 1 visades den 6 februari 2004 med Lena Endre som gäst.
- Program 2 visades den 13 februari 2004 med Bert Karlsson som gäst.
- Program 3 visades den 19 februari 2004 med Claes Eriksson som gäst.
- Program 4 visades den 27 februari 2004 med Lotta Engberg som gäst som bland annat förhindrade mordet på Olof Palme.
- Program 5 visades den 5 mars 2004 med Fredrik Reinfeldt som gäst.
- Program 6 visades den 12 mars 2004 med Viveca Lärn som gäst.
- Program 7 visades den 19 mars 2004 med Rikard Wolff som gäst.
- Program 8 visades den 26 mars 2004 med Marie Göranzon som bland annat förhindrade mordet på John F Kennedy.
- Program 9 visades den 2 april 2004 med Björn Skifs som gäst. Han vinner Vasaloppet.
- Program 10 visades den 9 april 2004 med Gunde Svan som gäst.

## Andra säsongen
- Program 1 visades den 15 oktober 2004 med Paolo Roberto som gäst.
- Program 2 visades den 22 oktober 2004 med Maud Olofsson som gäst. Tillderlar Astrid Lindgren Nobelpriset i litteratur.
- Program 3 visades den 29 oktober 2004 med Peter Harryson som gäst.
- Program 4 visades den 5 november 2004 med Anne-Lie Rydé som gäst.
- Program 5 visades den 12 november 2004 med Jan Guillou som gäst.
- Program 6 visades den 19 november 2004 med Carina Lidbom som gäst.
- Program 7 visades den 26 november 2004 med Claes Malmberg som gäst.
- Program 8 visades den 3 december 2004 med Börje Ahlstedt som gäst.
- Program 9 visas den 10 december 2004 med Stefan Sauk som gäst.
- Program 10 visas den 17 december 2004 med Arne Weise som gäst.
- Den 13 januari 2005 sändes en förlängd version av det program där Börje Ahlstedt medverkade.